# 年糕

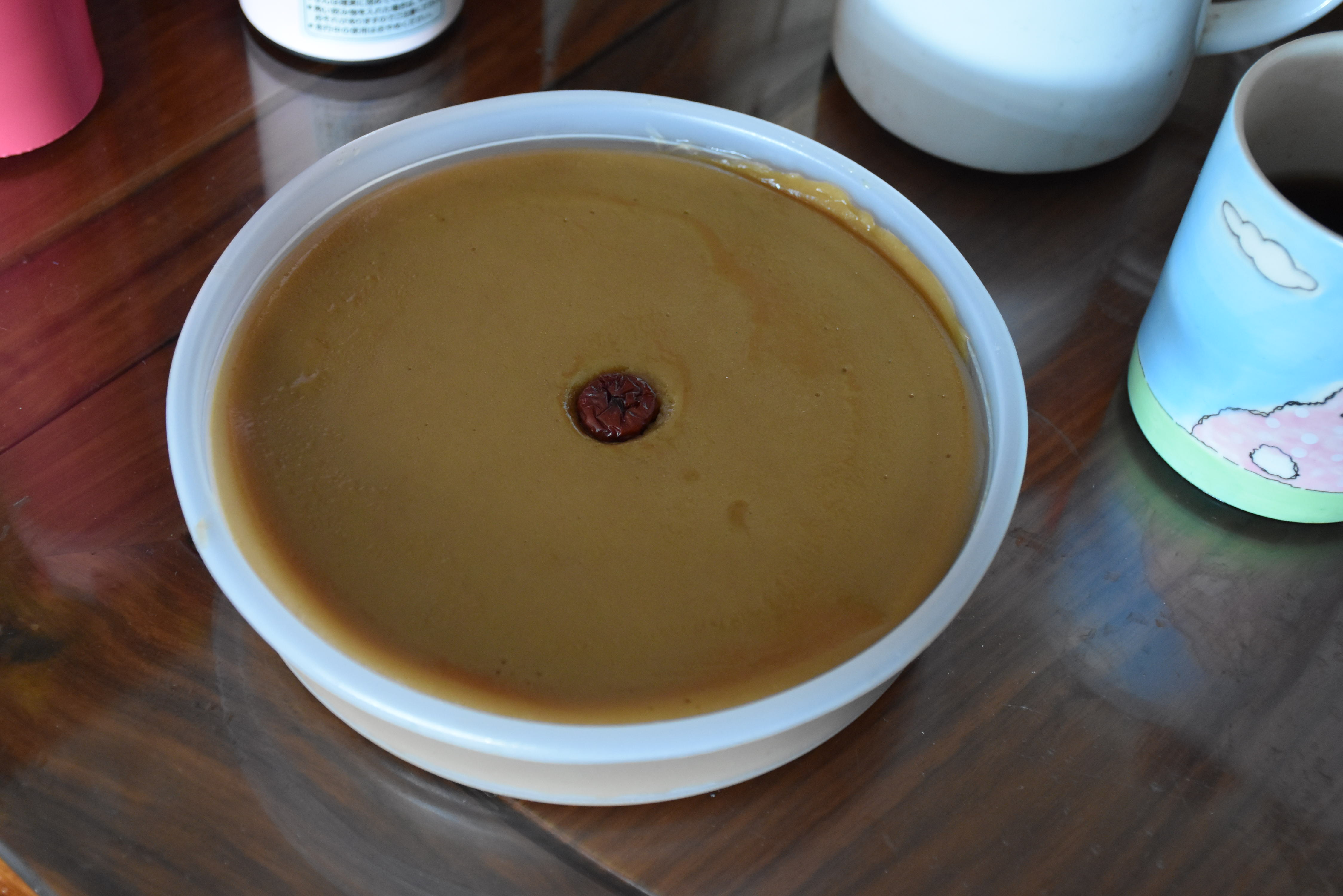
香港一個餅家古法製作的年糕

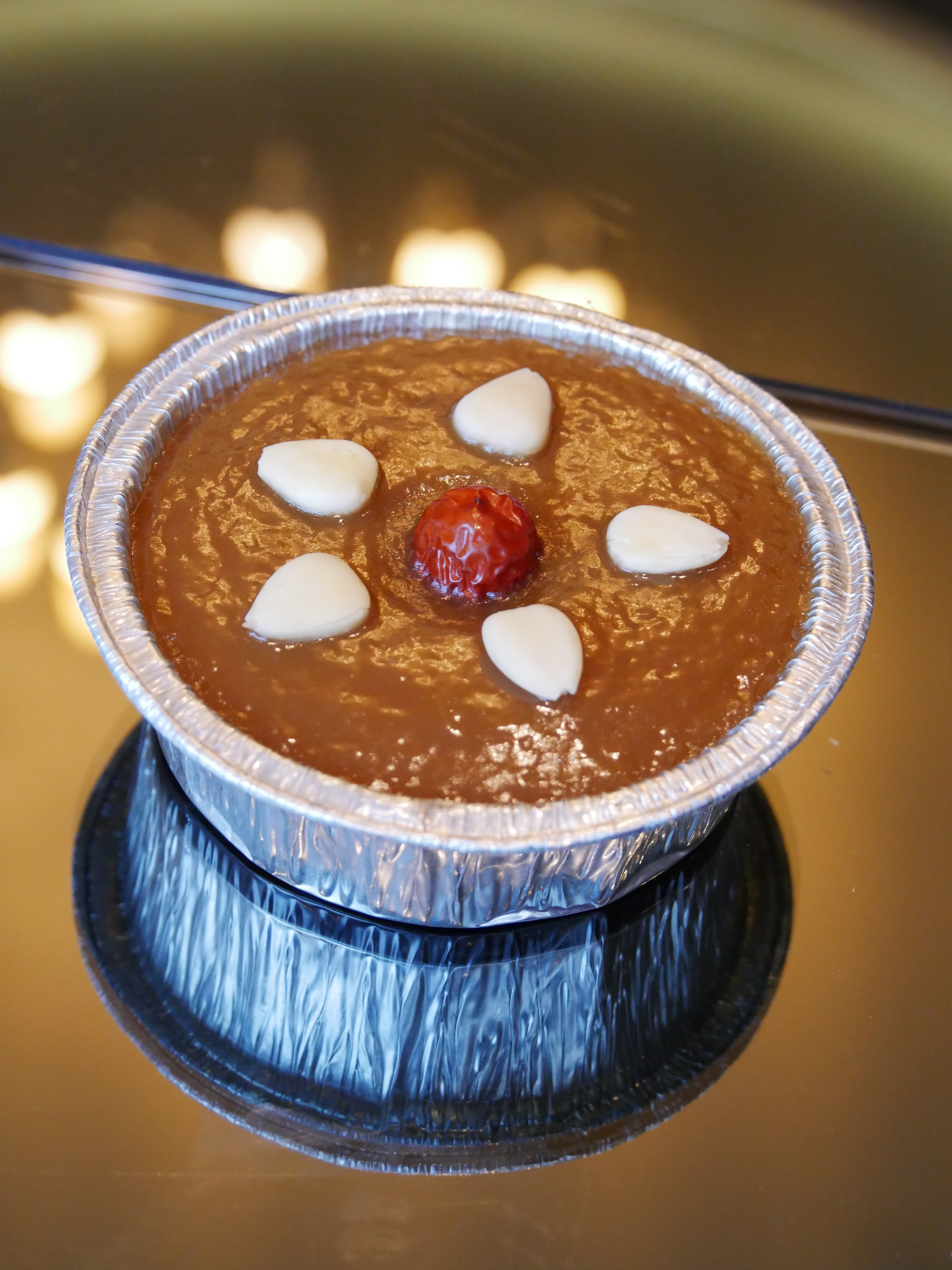
整個的傳統廣東年糕

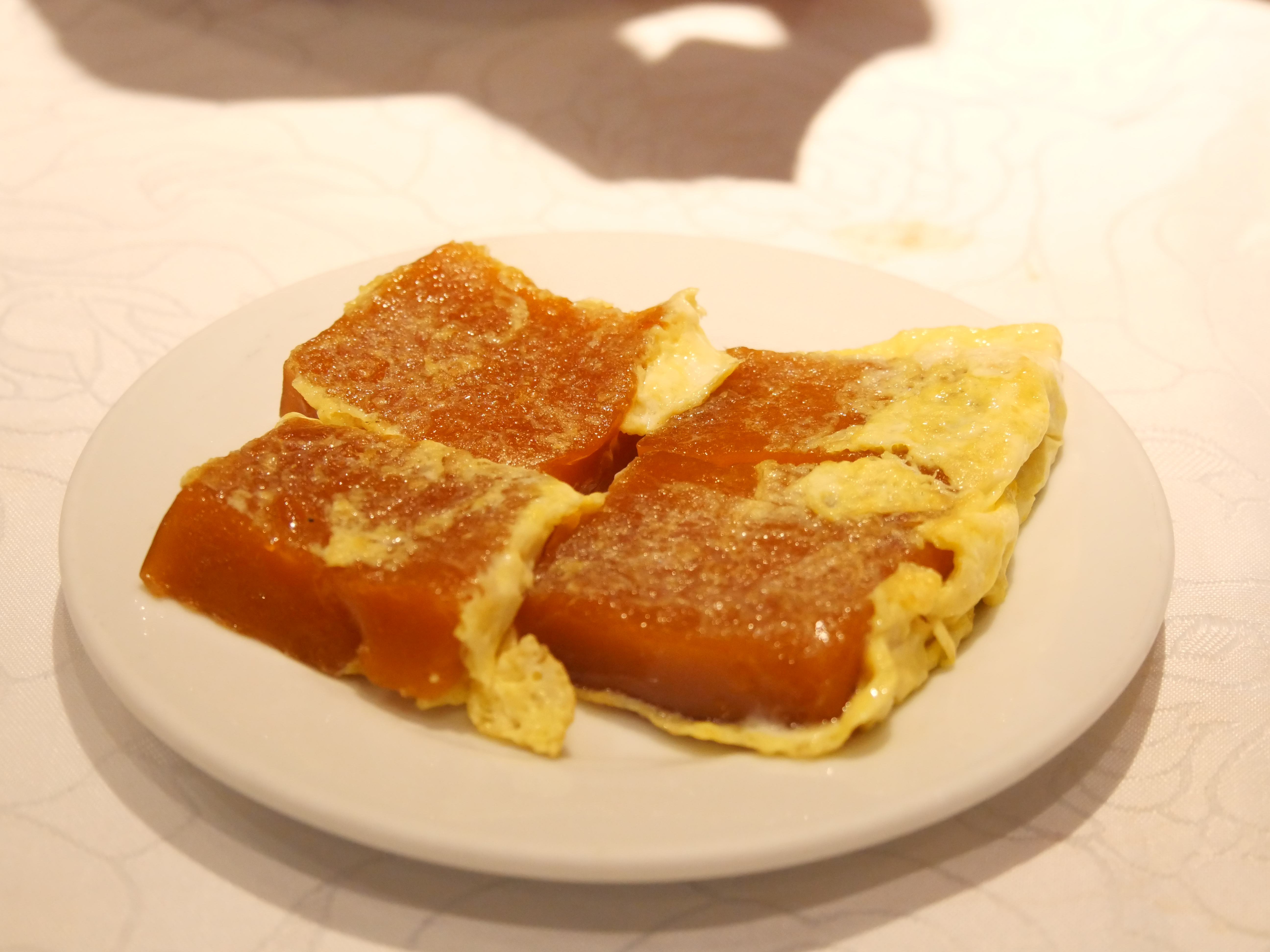
港式雞蛋煎年糕

年糕，閩語稱糖粿（閩拼：toung33 ngui33），而泉漳話、潮汕話稱甜粿（台羅：tinn-kué），客家話稱為甜粄，是流行於東亞新年的一種傳統美食和賀年食品，流行於東亞各地，例如：中國大陸、香港、澳門和臺灣、日本、朝鮮半島，以及一些海外閩粵籍華裔人聚居國，如印尼、馬來西亞、新加坡等，中文裡年糕與“年高”諧音，有年年昇高的意思。年糕早期是在年夜用來祭祀神灵及供奉祖先，其後漸漸成為一種新春食品。

## 歷史
據說年糕是從春秋戰國時期吳國都城（現江蘇省蘇州市）傳遞到四面八方。寧波一帶民間有「年糕年糕年高，今年比去年好」的民諺。人們也用年糕印板壓成「五福」、「六寶」、「金錢」、「如意」等等形狀外觀，象徵「吉祥如意」、「大吉大利」；有的則做成「玉兔」、「白鵝」等小動物，構成真正意義上的內容與形式的結合。

## 相關傳說
在江浙一帶流傳著一則與年糕有關的傳說。據傳於春秋時代時，吳國大夫伍子胥，被吳王夫差賜劍自刎而死。傳說伍子胥死前囑咐親信：「我死後，如果國家有難，民眾缺糧，你們到象門城牆挖地三尺，就可以得到食糧。」越王勾踐聞知伍子胥遭賜死的消息後，就攻打吳國雪恥。夫差連吃敗仗，都城被越兵圍困，城中糧盡援絕，軍民紛紛餓死。此時，伍子胥的親信按他生前囑咐，去象門挖地三尺，挖到伍子胥以江米粉蒸制後壓製成的“城磚”。從此以後，每逢過年，當地家家戶戶都要蒸製像城磚樣的江米年糕，以奉祀伍子胥的功績。因為是在過年時製作的食品，就把它叫作年糕，沿襲至今。

## 種類
年糕通常用糯米磨粉製成，在中國不同地區製作的年糕各有分別；年糕傳至週邊國家後，也依其飲食習慣而延伸出不同的製作方法及風味。

### 中國北方
中國北方的年糕可蒸或炸，以甜味為主。北京年糕包括江米或黄米製成的红棗年糕、百果年糕及白年糕。山西則習慣以黄米粉（晋语称之为糕麵）製作年糕，以油炸，並可以豆沙或棗泥作餡。河北習慣在年糕中加入小枣、小红豆及綠豆等一起蒸食，山東年糕以红棗及黄米蒸成。東北年糕則主要由粘高粱米加上豆類蒸製而成。

### 江南

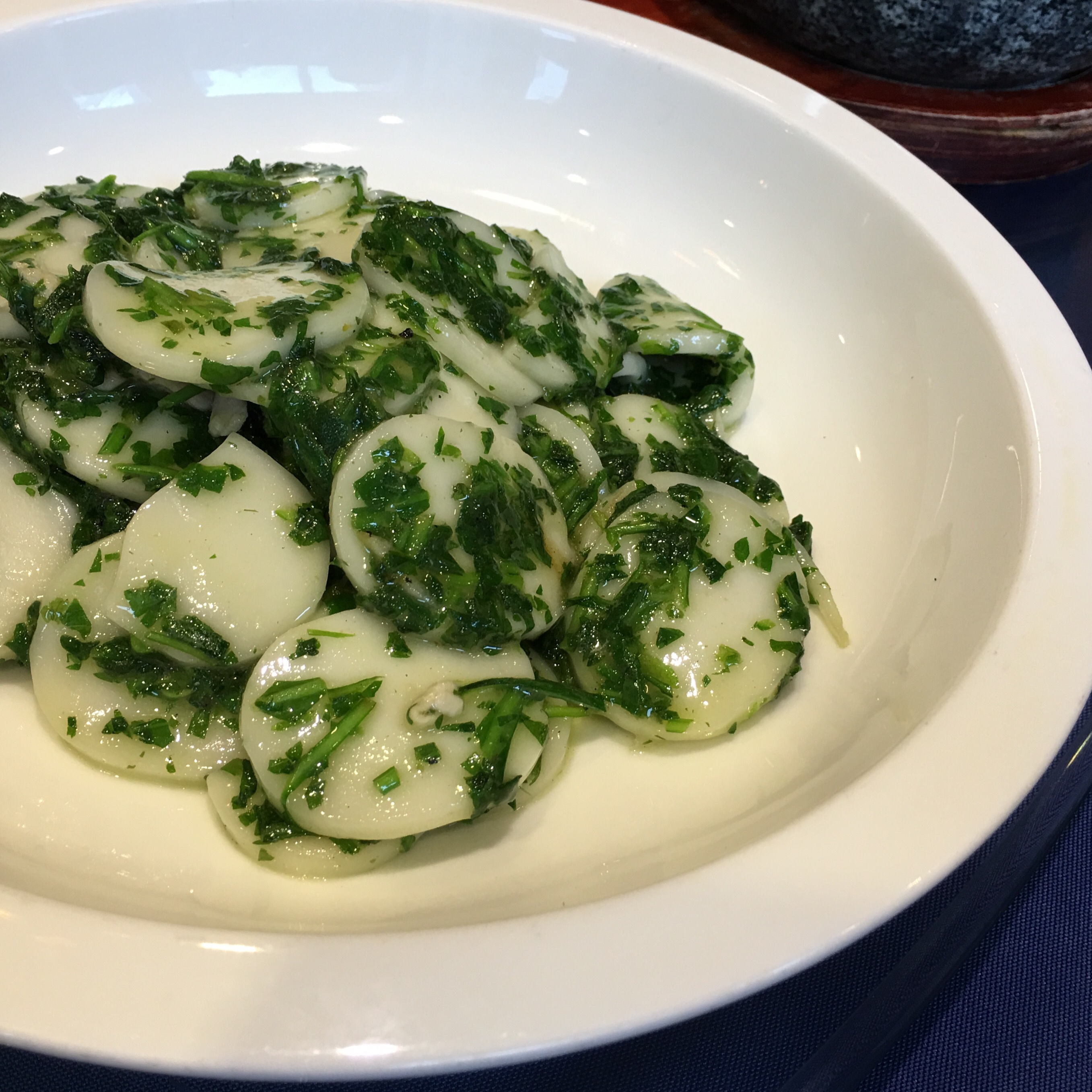
上海荠菜炒年糕

长江下游一帶的年糕呈白色，本身屬淡味，由粳米跟糯米混合製成，糯米較多成品較軟，粳米較多成品較硬。可蒸、炸、切片炒或煮湯。常见做法有雪菜肉丝汤年糕、荠菜炒年糕等。上海的排骨年糕也别具特色。江南部份農村用腳踏的方法製年糕，並名為「腳踏糕」。

### 湖南
又称糍粑。将糯米用水浸泡一天以上，将水濾乾之後蒸熟。将蒸好的糍粑放在石臼裡面，用大木槌等工具舂烂至胶状。然后将这团胶状物放入洒上糯米粉的器皿中揉搓，有些地區由两人进行，一个拿着木槌站着敲打，另外一个蹲着用手将糍粑揉成团状。每打一下揉一次。用模具制成各种形状或直接制成饼状或团状，其大小会依据具体的用途而定。放在通风干燥的地方晾干。待要食用时，可以油炸，水煮或直接用火烤熟。

### 蜑家
蜑家艇戶也有喫年糕的習俗，名為「九層糕」，以粘米糊，拌入葱花、芝麻、花生碎、豬肉粒、鷄肉糕，以五香粉調味，每蒸一層加一層味料，至第九層為止，故稱。

### 福建
福莆宁地区的白粿类似于台灣常见的年糕，此外还有芋粿、九重粿、粳米、白八粿、糖粿等等，福州人只把味甜的糖粿称为年糕，并有红糖粿、白糖粿等分类。
福建年糕是将糯米粉和米粉加白糖或红糖，有加入花生、红枣、红豆等，而后和成面团，再放在年糕叶上蒸熟。
泉漳地區的福建年糕即「粘糕」，為天然琥珀色，主要為年節祭祀及送禮用，由糯米、芋頭製成，通常切片煎熟食用，亦可裹蛋汁、或太白粉或番薯粉煎食。

### 廣東
香港、澳門、廣東、很多地方海外華人的年糕同樣是橙紅色、啡紅、珀色的黏糕，屬甜味，表面有油光，主要由糯米粉、片糖和花生油混合後蒸煮而成，通常食用前先切片再用慢火煎軟，傳統做法也會將年糕沾上蛋漿、太白粉煎至金黃色食用。在拜神時也常會用到年糕來供奉神明。

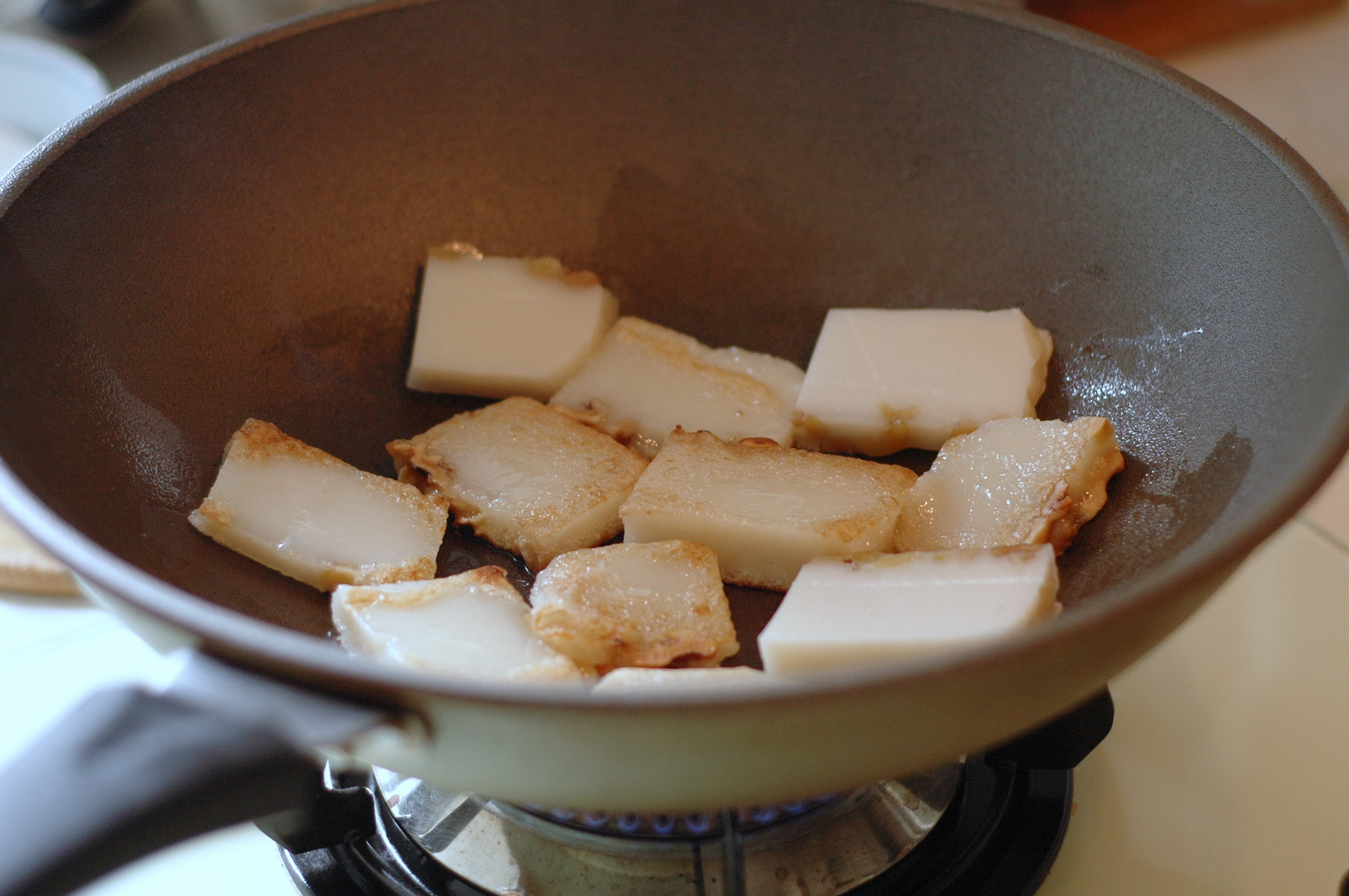
港式椰汁年糕，以慢火在鍋中煎軟

香港除了黏糕外，有一種「椰汁年糕」，加入椰汁和椰子水，及使用白糖取代片糖，呈現乳白色的外觀，也發展出錦鯉造型及比喻「鯉躍龍門」的「錦鯉年糕」。
而蘿蔔糕和芋頭糕、馬蹄糕等也被作為賀年的年糕。

### 台灣
臺灣漢人有七成以上祖籍來自閩南，故臺灣的傳統年糕與中國大陸的閩南、廣東類似，台灣話稱甜粿（台羅：tinn-kué / tinn-ké），客家語稱甜粄，臺式年糕多為赤色、棕色或琥珀色的，主要為除夕祭祖與過年祭天、接神用。
臺灣北部的傳統年糕是將糯米先磨成米漿放入米袋壓乾，再切片放入大鼎和花生、紅糖或是紅豆等材料蒸熟，待熟後再以長竹片拉起放入容器，口感柔軟細緻。
臺北流行各種年糕，受臺灣戰後時期來臺的外省人影響，年糕的款式較為多樣，甚至有商家主打「眷村年糕」，或者加料的各種傳統年糕，如花生年糕、黑糖年糕及紅豆年糕等。亦常見閩東福州移民所製造的福州年糕加入豬肉及芋頭還有花生製成，為天然琥珀色，通常切片煎熟、蒸熟食用，亦可裹蛋汁、或太白粉或番薯粉煎食。
中臺灣、南臺灣則流行早期閩南風格的年糕，以小火將糯米煮至糊狀加砂糖，放冷即可，煎後食用，較有嚼勁。
慰喪的年糕通常要不圓或缺一角，代表不圓滿。臺灣部分海邊地區，有送粿的忌諱。受禮的人，只要回贈一個一元或回禮，就能避開這惱人的送禮禁忌。
製作甜年糕有很多禁忌，蒸年糕之人當年度不能服喪，且蒸年糕過程中旁人不能詢問蒸多久或是甜粿蒸好了沒等不當言語或言語衝突。若蒸年糕過程中發生這些狀況就要鹽米撒落去晦氣，才能順利完成。

### 日本
日本年糕又稱鏡餅。日本亦流行在慶祝新年（明治維新起日本新年改為陽曆元旦）時吃年糕，新年早上會煮成年糕湯食用。日式年糕是白色淡而無味，傳統的的方式是把飯團放在大木桶中，用鎚子不斷擊打而製成。

### 琉球
琉球人新年會吃一種叫「年頭（ナントゥ）的糕點。琉球群島以黑糖著名，因此琉球人新年時會在年糕中加入黑糖，它和閩南式黏糕有些相似。加入味噌的年頭稱為「年頭味噌」（ナントゥンスー）。

### 朝鮮半島

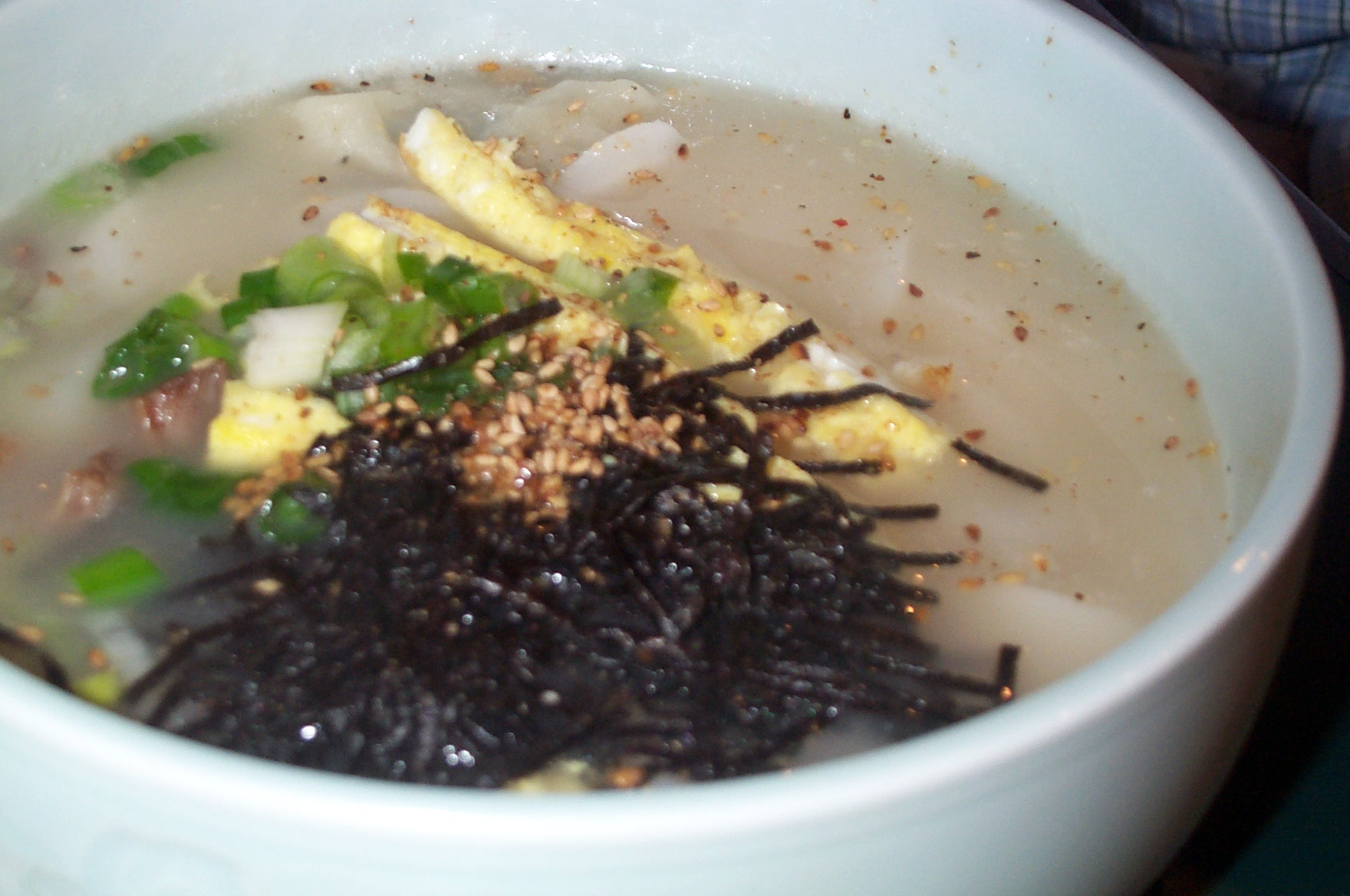
加入韓式饅頭的韓式年糕湯

韓國的年糕是朝鮮打糕的一種，與中國大陸寧波年糕相仿，但烹調方式不同，通常是煮年糕湯和炒泡菜時吃。韓國年糕也常與韓國辣椒醬一起煮成辣炒年糕作為小吃。

## 外部連接
- youtube, 傳統年糕製作 （页面存档备份，存于）(煡甜粿 khi̍t tinn-kué), 小農夫生活
- youtube, 年糕製作祕辛大公開 不可失傳的台灣味🇹🇼 Chinese New Year Cake Tutorial  （页面存档备份，存于）, 阿涵
- 異「糕」膽大—不同地區年糕的探討（页面存档备份，存于）